# Soukoungo Galdima
Soukoungo Galdima (ou Soukoungo Galdina II, Soukougo) est une localité du Cameroun située dans l'arrondissement de Petté, le département du Diamaré et la région de l’Extrême-Nord. Elle fait partie du canton de Malam Petel.

## Population
En 1975, la localité comptait 85 habitants, des Kanouri.
Lors du recensement de 2005, on y a dénombré 162 personnes.